# スーパーハングオン
『スーパーハングオン』 (SUPER HANG-ON) は、1987年4月に日本のセガから稼働されたアーケード用レースゲーム。
バイクを駆って制限時間内にチェックポイントを通過しつつ、ゴールを目指す内容となっている。1ステージの長さは前作の『ハングオン』（1985年）と比べると時間にして半分程度で、その分ステージ数は大幅に増加している。
開発はセガ第2AM研究開発部が行い、音楽は後にアーケードゲーム『ゲイングランド』（1988年）を手掛けた林克洋と、アーケードゲーム『サンダーブレード』（1987年）を手掛けた並木晃一が担当している。
同年に欧州にて各種ホビーパソコンに移植された他、1989年にはAmiga、PC/AT互換機、Macintosh、メガドライブ、X68000に移植された。アーケード版は2010年にWii用ソフトとしてバーチャルコンソールアーケードにて配信された他、2012年にはPlayStation 3用ソフトとしてセガエイジスオンラインにて配信された。また、2013年にはセガ3D復刻プロジェクトの一環としてニンテンドー3DS用ソフト『3Dスーパーハングオン』が配信された。

## ゲーム内容

### システム
ビギナー（アフリカ・6ステージ）、ジュニア（アジア・10ステージ）、シニア（アメリカ・14ステージ）、エキスパート（ヨーロッパ・18ステージ）の難易度とステージ数の異なる4つのコースが用意されており、プレイ開始前に好きなコースを選ぶ事が出来る。PS3版、Xbox 360版、3DS版では既存4コース48ステージ全てをつないだコースを加えた5つのコースがある。
コースには『アウトラン』（1986年）同様のアップ&ダウン要素が追加され、2ステージ毎に風景が変化していく。地面の色がなだらかに変わるようになった他、上り坂を利用して遠景を一時的に隠す等自然な変化になるよう工夫されている。
ジュニアコースは前作のコースから景色を変更し、アップ&ダウンを追加して各ステージが2分割されたものである。
使用するマシンは前作からパワーアップした。最高速度は280km/hで、この速度に達するとスピードメーターの数字が赤く点滅し、ハンドルのそばにあるボタンが使用可能となる。これを押すとスーパーチャージャーを使用し、一気に324km/hまで加速する。

### 筐体
筐体は、前作で使用された赤いバイク型のライドオンタイプ、モニターとバイクを分離してコンパクトにしたミニライドオンタイプ、ハンドルのみで操作できるシットダウンタイプの3つが用意された。3DS移植版の選択時に上画面に表示される3Dアイコンは、ミニライドオン筐体の3Dモデルが使われている。
前作筐体であるライドオンタイプのみスーパーチャージャーボタンが無く324km/hは出せず、アクセルのみで323km/hが出るようになっている。また、シットダウンタイプではコースレイアウトが一部異なる。

## 移植版
| No. | タイトル                                                   | 発売日                               | 対応機種                                      | 開発元              | 発売元              | メディア                                        | 型式       | 売上本数・備考                                                            |
| --- | ---------------------------------------------------------- | ------------------------------------ | --------------------------------------------- | ------------------- | ------------------- | ----------------------------------------------- | ---------- | ------------------------------------------------------------------------- |
| 1   | Super Hang-On                                              | 1987年12月                           | Amstrad CPC Atari ST コモドール64 ZX Spectrum | Software Studios    | Electric Dreams     | カセットテープ フロッピーディスク               | -          |                                                                           |
| 2   | Super Hang-On                                              | 1989年10月                           | Amiga                                         | Software Studios    | Electric Dreams     | カセットテープ フロッピーディスク               | -          |                                                                           |
| 3   | Super Hang-On                                              | 1989年2月                            | PC/AT互換機 Macintosh                         | Sales Curve         | Virgin Mastertronic | フロッピーディスク カセットテープ               | -          | 北米ではコモドール64版のみ発売                                            |
| 4   | スーパーハングオン                                         | 1989年10月7日 1989年9月4日 1991年1月 | メガドライブ                                  | セガ第2AM研究開発部 | セガ                | 4メガビットロムカセット                         | G-4011     |                                                                           |
| 5   | スーパーハングオン                                         | 1989年12月25日                       | X68000                                        | SPS                 | シャープ            | 5インチ2HDフロッピーディスク2枚組               | -          |                                                                           |
| 6   | スーパーハングオン                                         | 2010年9月14日 2012年5月3日           | Wii                                           | セガ第2AM研究開発部 | セガ                | ダウンロード （バーチャルコンソールアーケード） | -          | アーケード版の移植                                                        |
| 7   | SEGA AGES ONLINE スーパーハングオン                        | 2012年5月23日                        | PlayStation 3                                 | セガ第2AM研究開発部 | セガ                | ダウンロード （セガエイジスオンライン）         | NPJB-00093 | アーケード版の移植                                                        |
| 8   | 完全版 - セガエイジスオンライン セガクラシックコレクション | 2012年5月23日                        | Xbox 360                                      | セガ第2AM研究開発部 | セガ                | ダウンロード                                    | -          | アーケード版の移植 2023年2月7日、Xbox 360向けストアでの配信・販売終了予定 |
| 9   | セガ3D復刻プロジェクト 3Dスーパーハングオン                | 2013年3月27日 2013年11月28日         | ニンテンドー3DS                               | M2                  | セガ                | ダウンロード                                    | -          | アーケード版の移植                                                        |
| 10  | セガ3D復刻アーカイブス3 FINAL STAGE                        | 2016年12月22日                       | ニンテンドー3DS                               | M2                  | セガ                | 3DSカード ダウンロード                          | -          | 2022年12月21日ダウンロード版配信・販売終了                                |
| 11  | Super Hang-On                                              | 2022年10月27日                       | SEGA Genesis Mini 2                           | エムツー            | セガ                | プリインストール                                | MK-16310   | メガドライブ版の移植                                                      |

メガドライブ版
- レースで賞金を稼いで、稼いだ賞金でパーツを買ってマシンを強化していきながらライバルと戦うオリジナルモードが、独自要素として追加された。バックアップは存在せず、パスワードによってデータを保存するシステムである。メガドライブではアナログ入力ができないため、段階を踏んでバイクが傾く仕様にすることで疑似的なアナログ入力が可能になるようにデザインしてある[2]。

X68000版
- 同社製のサイバースティックに対応しており、使用するとスティックを傾けた量と同じ角度でコーナリングが出来るなど操作性が大幅に向上する。バラエティ番組『関口宏の東京フレンドパークII』（1994年 - 2011年、TBSテレビ）内のアトラクション「デリソバシリーズ」の初代「デリソバグランプリ」では、X68000版をモデファイしたものが使用されていた。

Wii（バーチャルコンソールアーケード）版
- ミニライドオン版を移植したものをバーチャルコンソールアーケードで配信。Wiiリモコン&ヌンチャクやWiiハンドル（バーチャルコンソールとしては初対応）による操作にも対応。

PlayStation 3版
- 『セガエイジスオンライン』と称してPlayStation Storeで配信。3D立体視やトロフィーに対応している。

Xbox 360版
- セガの名作3作品を収録した、『完全版 - セガエイジスオンライン セガクラシックコレクション』に収録され配信。様々な条件下で、全世界のプレイヤーとスコアやタイムを競う「トライアルモード」、音楽を自由に聴ける「ジュークボックス」、3D立体視に対応などの要素が追加された。
- 2023年2月7日をもって、Xbox 360向けストアでの『セガクラシックコレクション』の配信・販売の終了を予定している[10]。

ニンテンドー3DS版
- 『セガ3D復刻プロジェクト』シリーズ第2作目として、ニンテンドー3DSに移植されニンテンドーeショップで配信。3D立体視、16:9表示対応、ジャイロセンサー操作、ムービング筐体モードなど、様々な独自要素が付加されている。

セガ3D復刻アーカイブス3 FINAL STAGE
- 単体版をベースに収録。『スペースハリアー』と同じく作り直しレベルが高かったため、手を付けられず収録が遅れた[11]。
- 2022年12月21日をもって、『セガ3D復刻アーカイブス3 FINAL STAGE』ダウンロード版の配信・販売が終了した[12]。

## 音楽
BGM
BGMは下記の4曲からゲームスタート前に選択可能。4曲とも完成度が高く当時のプレイヤーに人気を博した。
- OUTRIDE A CRISIS
- SPRINTER
- WINNING RUN
- HARD ROAD

サウンドトラック
- アフターバーナー セガ・ゲーム・ミュージック VOL.3（アルファレコード　サイトロン・デジタルコンテンツ）
- SUPER HANG-ON 20th Anniversary Collection(Bonus Track)（セガストア）

iTunes StoreおよびAmazon MP3でも配信中

## スタッフ
アーケード版
- ディレクター：浜垣博志
- ミュージック・コンポーザー：林克洋、並木晃一

メガドライブ版
- プログラム：若山雅弘、HAMA

## 評価
アーケード版
1998年に刊行されたゲーメストムック『ザ・ベストゲーム2』では『名作・秀作・天才的タイトル』と認定された「ザ・ベストゲーム」に選定され、同書では前作の筐体が実物大になっていた事に対し本作ではコンパクトになった事に関して「よりコントロールがしやすくなった」、「ライディング部分が軽くなったおかげで、前作では考えられないようなS字カーブも難なく切り返せるようになった」と肯定的に評価した。また本作より搭載されたスーパーチャージャーに関しては「さらにゲームを面白くする要素」と称賛した。
メガドライブ版
ゲーム誌『ファミコン通信』の「クロスレビュー」では合計27点（満40点）、『メガドライブFAN』の読者投票による「ゲーム通信簿」での評価は以下の通り17.32点（満30点）となっている。
| 項目 | キャラクタ | 音楽 | 操作性 | 熱中度 | お買得度 | オリジナリティ | 総合  |
| 得点 | 2.91       | 3.11 | 2.57   | 2.98   | 2.77     | 2.98           | 17.32 |

## 備考
本ゲームの看板にはRK、elf、CIBIE、NGK等の実在企業の看板が、メガドライブ版ではマールボロやブリヂストン等の実在企業をもじったロゴがそれぞれ登場していた。後のWii、PlayStation 3やニンテンドー3DSへの移植版では、『スペースハリアー』（1985年）、『アウトラン』（1986年）、『ファンタジーゾーン』（1986年）、『SDI』（1987年）、『アフターバーナーII』（1987年）等のセガのゲーム作品への看板変更が施されている。